# Brian Austin Green
Brian Austin Green, né Brian Green le 15 juillet 1973 en Californie, est un acteur américain, principalement connu pour avoir tenu le rôle de David Silver dans Beverly Hills 90210 (1990-2000) et le rôle de Keith Watson dans Desperate Housewives (2010-2011).

## Biographie

### Jeunesse
Né en Californie, Brian Austin Green y a grandi avec ses deux parents George Lewis Green et Joyce Green (née Klein), ainsi qu'avec son frère Keith Green et sa sœur aînée Lorelei Green. Il a des origines écossaises, anglaises et italiennes. Il a étudié au lycée North Hollywood High School.

### Carrière d'acteur
Il a commencé sa carrière en faisant quelques apparitions dans des séries télévisées tels que Côte Ouest, Les Routes du paradis, Bonjour, miss Bliss ou Alerte à Malibu.
En 1990, il obtient le rôle de David Silver dans la série Beverly Hills 90210, produit et réalisé par Aaron Spelling. Celle-ci le révèle et lui permet d'acquérir une certaine notoriété. L'acteur reste fidèle à la série jusqu'à la fin, se contentant de participer à quelques téléfilms. À l'arrêt du programme en 2000, par la chaîne FOX, au bout de 10 saisons, il décide de capitaliser sur un registre comique.
Dès 2001, il fait ainsi partie de la distribution de la sitcom pour adolescentes Stacey Stone, qui ne dépasse cependant pas 15 épisodes. Après quelques apparitions dans des séries exposées - en 2003 dans Les Experts, en 2004 dans Las Vegas, il décroche un rôle principal, celui du meilleur ami du héros de la sitcom Freddie, portée par une autre valeur sûre des productions adolescentes des années 1990, Freddie Prinze Jr.. La série est cependant arrêtée au bout d'une seule saison, en 2006, faute d'audiences. Dès la rentrée suivante, il tourne un pilote créé par David Kohan et Max Mutchnick, mais qui n'est pas sélectionné. Après le rôle principal d'un thriller islandais de série B, High Point, et un caméo dans le film d'action  Domino, de Tony Scott, il passe à des productions plus musclées.
À la rentrée 2008, il revient sur FOX pour la série évènement Terminator : Les Chroniques de Sarah Connor, dans un personnage récurrent, celui de Derek Reese. Les audiences sont faibles, mais le programme est renouvelé pour une seconde saison. Green est quant à lui promu acteur régulier. Il accompagnera le programme jusqu'à sa fin, prématurée, mi 2009. Sa performance dans un registre dramatique le remet sur le devant de la scène.

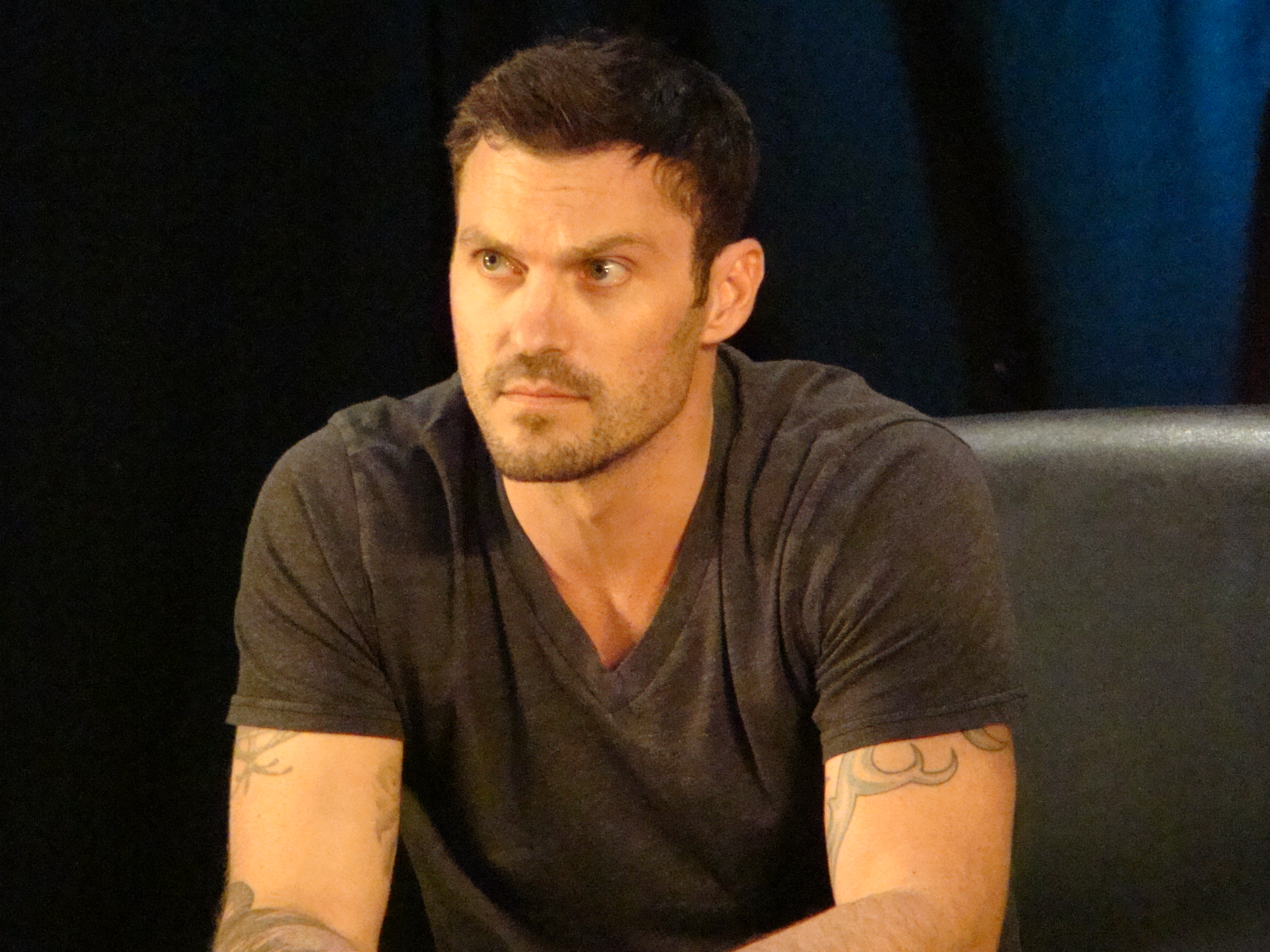
L'acteur en juin 2010.

Si un pilote de série politique Body Politic, menée par Minka Kelly, n'est pas retenu pour la rentrée 2009, il accepte des rôles récurrents dans des séries à succès : il prête ainsi ses traits au personnage de comic-book Metallo, un ennemi de Superman, durant trois épisodes de la neuvième saison de Smallville. Puis, il rejoint surtout Desperate Housewives, alors dans sa septième saison, pour le personnage de Keith Watson, un entrepreneur en bâtiment ayant une relation avec Bree, avant de partir aux deux-tiers de la septième saison. Il tente en effet de nouveau la carte sitcom. Mais le pilote, Adults Only, n'est pas retenu pour la rentrée 2011. Il tient néanmoins le rôle principal d'un film d'action sorti directement en vidéo, Cross.
En 2012, après deux apparitions dans la comédie Happy Endings, il parvient à décrocher le rôle principal de la comédie dramatique Wedding Band, mais le programme diffusé sur la chaîne TBS, ne dépasse pas dix épisodes. Il rebondit aussitôt vers un rôle d'invité dans une sitcom déjà établie, Anger Management, menée par Charlie Sheen. À la suite de bonnes audiences de l'épisode, il est rappelé pour un autre, puis intègre la distribution principale dès juin 2013. Il reste jusqu'au 100e et dernier épisode de la série, diffusée fin 2014.
En 2017, il revient pour une suite, Cross Wars.

### Carrière dans la musique
Brian Austin Green, qui est attiré par le rap, sort en 1996, One Stop Carnival, un album au son très Old School.[réf. souhaitée] Produit par Tracey E. Edmonds (femme du fameux artiste Babyface) et de Michael Mc Quarn, cet album n'a pas connu le succès espéré en raison de titres peu commerciaux.[réf. souhaitée] Il est possible de remarquer la présence des Black Eyed Peas sur l'un des morceaux de l'album, bien avant que le groupe ne devienne connu.[réf. souhaitée] Ils ont d'ailleurs parfois enregistré des chansons dans le studio personnel de ce dernier qui s'occupe toujours de musique dans le milieu rap / hip-hop.[réf. souhaitée]

### Vie privée
De 1990 à 1991, Brian Austin Green a fréquenté Tori Spelling, sa partenaire dans Beverly Hills 90210. Il fréquente ensuite l'actrice Tiffani Thiessen de février 1992 à décembre 1995. Il a également une liaison avec Shannen Doherty.
En mai 1999, Brian Austin Green entame une relation avec l'actrice Vanessa Marcil, avec qui il se fiance dans l'été 2001. Le 30 mars 2002, l'actrice accouche de leur premier enfant, un garçon prénommé Kassius Lijah Marcil-Green. Le couple se sépare un an plus tard après deux ans de fiançailles et quatre ans de vie commune.
En octobre 2004, âgé de 31 ans, il rencontre l'actrice Megan Fox— alors âgée de 18 ans — sur le tournage de la série télévisée La Star de la famille, avec qui il se met rapidement en couple, malgré les réticences de l'acteur qui ne voulait pas fréquenter une femme beaucoup plus jeune que lui. Ils se fiancent en novembre 2006, mais se séparent en février 2009. Ils se remettent ensemble deux mois plus tard et se fiancent à nouveau le 1er juin 2010. Ils se marient en secret le 24 juin 2010 à Maui,. Le couple a ensuite deux fils : Noah Shannon Green (né le 27 septembre 2012) et Bodhi Ransom Green (né le 12 février 2014),.
En août 2015, le couple annonce qu'ils sont séparés depuis plus de six mois et qu'ils sont en procédure de divorce,. Cependant, en avril 2016, Megan Fox annonce qu'ils se sont remis ensemble et qu'elle est enceinte de leur troisième enfant. Le 4 août 2016, elle accouche de leur troisième fils, Journey River Green.
Le 25 avril 2019, Megan Fox annule leur divorce mais, le 18 mai 2020, Brian Austin Green annonce qu'ils sont séparés depuis quelques mois. Quelques semaines plus tard, l'actrice officialise son couple avec le rappeur Machine Gun Kelly, puis elle demande le divorce auprès de Brian Austin Green le 25 novembre 2020. Leur divorce est prononcé le 15 octobre 2021.
Depuis octobre 2020, Brian Austin Green partage la vie de la danseuse de salon australienne Sharna Burgess (née le 21 juin 1985). Le 28 juin 2022, Sharna Burgess donne naissance à leur fils, Zane Walker Green. Le couple se fiance en septembre 2023.

## Filmographie

### Cinéma

#### Longs métrages
- 1990 : Kid : Metal Louie
- 1991 : An American Summer : Charles « Fin » Findley
- 1991 : Kickboxer 2 : Le Successeur : Tommy
- 1992 : Spies Inc. : l'annonceur
- 1997 : Piégée (Laws of Deception) : Cal Miller
- 2002 : Ronnie : Stanley
- 2003 : Southside : Jack O'Malley
- 2003 : Dette de sang (Purgatory Flats) : Randy Mecklin
- 2003 : Fish Without a Bicycle : Ben
- 2005 : Domino : Brian Austin Green[n 1]
- 2008 : Impact Point de Hayley Cloake : Holden Gregg
- 2008 : Un Anglais à New York de Robert B. Weide : un invité de la fête (non crédité)
- 2009 : Stay Cool : le narrateur
- 2010 : Urgency : Tony[n 2]
- 2010 : Monster Heroes : James
- 2011 : Cross de Patrick Durham : Callan
- 2011 : Skull (ChromeSkull: Laid to Rest 2) : Preston
- 2014 : Don't Blink de Travis Oates : Jack
- 2017 : Cross Wars de Patrick Durham : Callan
- 2019 : Cross 3 de Patrick Durham et Paul G. Volk : Callan
- 2019 : Last the Night de Nick Leisure : John Dunbar
- 2023 : Joli désastre (Beautiful Disaster) de Roger Kumble : Mick Abernathy
- 2023 : Bootyology de Joe Eddy : Brian Austin Green[n 1]

Prochainement
- date inconnue : Golden de Nick Leisure : Frank (en postproduction[32])
- date inconnue : Chasing Midnight de James Allen Bradley : Chris Habbyshaw[32] (en postproduction[32])

#### Courts métrages
- 2002 : Bleach de Jacob Rosenberg : Zach
- 2006 : Grace : Jimmy
- 2011 : Turning Japanese : Sam
- 2017 : Chasin Titles Vol. 1 : Joe Holmes
- 2021 : John Bronco Rides Again : Brian Austin Green[n 1]

### Télévision

#### Téléfilms
- 1985 : The Canterville Ghost : Willie
- 1988 : L'Instinct d'une mère (Baby M) : Ryan Whitehead
- 1989 : Adventures in Babysitting : Daryl Coopersmith
- 1995 : L'Affront (She Fought Alone) : Ethan
- 1996 : Jeunesse volée (A Friend's Betrayal) : Paul
- 1996 : Liaison coupable (Her Costly Affair) : Jeff Dante et Jack
- 1997 : Retour sur la Côte Ouest (Knots Landing: Back to the Cul-de-Sac) : Brian Cunningham
- 1997 : Délit d'abandon (Unwed Father) de Michael Switzer : Jason Kempler
- 2001 : Combat Sheep : ?
- 2003 : This Time Around : Drew Hesler
- 2009 : Body Politic : Lucky Evans
- 2010 : La Fille sauvage (The Wild Girl) : Ned Giles

Prochainement
- date inconnue : Cape Holly Christmas de John Bradshaw : John Davis (en postproduction[32])

#### Séries télévisées
- 1986 : Still the Beaver : Jason (saison 2, épisode 8)
- 1986-1989 : Côte Ouest : Brian Cunningham #2 (28 épisodes)
- 1987 : Les Routes du paradis (Highway to Heaven) : Matthew Evans (saison 3, épisode 18 : Des gens normaux)
- 1987 : Petites merveilles : Gary (saison 2, épisodes 15 et 20)
- 1987 : Bonjour, miss Bliss (Good Morning, Miss Bliss) : Adam Montcrief (saison 1, épisode 1)
- 1989 : Alerte à Malibu : Brian (1 épisode, saison 1, non crédité)
- 1990 : The Green Man : M. Klinger (saison 1, épisodes 1 et 2)
- 1990-2000 : Beverly Hills 90210 : David Silver (292 épisodes)
- 1991 : Quoi de neuf docteur ? : l'enfant rappeur (saison 6, épisode 16)
- 1992 : Melrose Place : David Silver (saison 1, épisodes 1, 2 et 3)
- 1992 : Parker Lewis ne perd jamais : Brian Austin Green[n 1] (saison 2, épisode 22)
- 1996 : MADtv : Chocolat blanc (saison 1, épisode 14)
- 1996 : Couleur Pacifique : Sandy Gage (saison 1, épisode 3)
- 1996 : Sabrina, l'apprentie sorcière : Chad Corey Dylan (saison 1, épisode 5)
- 1998 : La Loi du colt : Joe Dean Bonner (saison 2, épisode 1)
- 2001 : Resurrection Blvd. : Luke Bonner (saison 2, épisode 1)
- 2001-2003 : Stacey Stone : Lorenzo (15 épisodes)
- 2002 : Trailer Park Boys : le second officier (saison 2, épisodes 5, 6 et 7)
- 2002 : La Treizième Dimension : Sean Moore (saison 1, épisode 22)
- 2003 : Les Experts : Gregory Curtwell (saison 4, épisode 10)
- 2004 : Las Vegas : Connor Mills (saison 1, épisode 14)
- 2004 : La Star de la famille : lui-même
- 2005-2006 : Freddie : Chris (22 épisodes)
- 2006 : Une famille du tonnerre (George Lopez) : Chris (saison 5, épisode 18)
- 2008-2009 : Terminator : Les Chroniques de Sarah Connor : Derek Reese (23 épisodes)
- 2009 : Les Experts : Miami : Anthony Green (saison 7, épisode 25)
- 2009-2010 : Smallville : John Corben / Metallo (saison 9, épisodes 1, 2 et 18)
- 2010-2011 : Desperate Housewives : Keith Watson (saison 7)
- 2011 : Mobsters : Carmine (web-série - saison 1, épisode 4)
- 2011 : Suite 7 : Cole (web-série - saison 1, épisode 6)
- 2011 : Adults Only : Dick
- 2012 : Happy Endings : Chris (saison 2, épisode 21 / saison 3, épisode 1)
- 2012-2013 : Wedding Band : Tommy (10 épisodes)
- 2012-2014 : Anger Management : Sean (54 épisodes)
- 2019 : Magnum (Magnum P.I.) : agent spécial Adam Kreshner (saison 1, épisode 20)
- 2019 : BH90210 : lui-même[n 3],[33],[34] / David Silver (6 épisodes)
- 2021 : The Conners : Jeff (4 épisodes)
- 2023 : That '90s Show : David Silver (saison 1, épisode 6)

#### Séries d'animation
- 1994-1995 : Les Quatre Fantastiques : la torche humaine (2e saison - voix originale)
- 1996 : Les Motards de l'espace (Biker Mice from Mars) : Rimfire (2 épisodes - voix originale)

## Distinctions

### Récompenses
- 1990 : Young Artist Awards du meilleur jeune acteur dans un téléfilm dramatique pour Adventures in Babysitting (1989).
- 1992 : Young Artist Awards du meilleur jeune acteur dans un second rôle dans une série télévisée dramatique pour Beverly Hills 90210 (1990-2000).
- 1992 : Young Artist Awards de la meilleure jeune distribution dans une série télévisée dramatique pour Beverly Hills 90210 (1990-2000) partagé avec Jason Priestley, Shannen Doherty, Luke Perry, Jennie Garth, Ian Ziering, Gabrielle Carteris et Tori Spelling.
- 1993 : Young Artist Awards de la meilleure jeune distribution dans une série télévisée dramatique pour Beverly Hills 90210 (1990-2000) partagé avec Jason Priestley, Shannen Doherty, Luke Perry, Jennie Garth, Ian Ziering, Gabrielle Carteris et Tori Spelling.

### Nominations
- 1988 : Young Artist Awards du meilleur jeune acteur dans une série télévisée dramatique pour Côte Ouest (1985-1989).
- 1989 : Young Artist Awards du meilleur jeune acteur dans une série télévisée dramatique pour Côte Ouest (1985-1989).
- 1991 : Young Artist Awards du meilleur jeune acteur dans un second rôle dans une série télévisée dramatique pour Beverly Hills 90210 (1990-2000).
- 1991 : Young Artist Awards de la meilleure jeune distribution dans une série télévisée dramatique pour Beverly Hills 90210 (1990-2000) partagé avec Jason Priestley, Shannen Doherty, Luke Perry, Jennie Garth, Douglas Emerson, Ian Ziering, Gabrielle Carteris et Tori Spelling.

## Voix francophones
En France, Gilles Laurent est la voix régulière de Brian Austin Green. Damien Boisseau l'a également doublé à trois reprises.
Au Québec, il y a peu d'éléments concernant le doublage de l'acteur.